# Antígona Segura
Antígona Segura Peralta (née le 20 septembre 1971 à Mexico) est une physicienne et exobiologiste mexicaine. Depuis 2006, elle est chercheuse à l'Institut des sciences nucléaires de l'université nationale autonome du Mexique (UNAM) et collaboratrice à l'Institut d'exobiologie de la NASA. En tant que féministe, elle milite activement pour l'inclusion des femmes dans les sciences exactes, les mathématiques et l'ingénierie. Segura a participé à plusieurs activités à l'intérieur et à l'extérieur de l'UNAM pour défendre les droits des femmes ; elle a reçu la médaille Hermila Galindo en 2021 lors du Congrès de Mexico.

## Formation académique
Antígona Segura a obtenu une licence en physique théorique à l'université autonome de San Luis Potosí. C'est là qu'elle a rencontré l'astronome Miguel Ángel Herrera, avec qui elle a mené des recherches scientifiques dans le cadre d'un projet dirigé par Arcadio Poveda (en). En 1997, elle a obtenu une maîtrise en astronomie à l'Institut d'astronomie de l'UNAM (es) et la même année, elle a obtenu un diplôme en communication scientifique de la Direction générale de la vulgarisation scientifique de l'UNAM.
Elle a obtenu son doctorat en sciences de la Terre à l'UNAM avec la thèse Fijación de nitrógeno por relámpagos volcanicos en el Marte primitivo (en français : Fixation de l'azote par la foudre volcanique sur la planète Mars primitive), dirigée par Rafael Navarro González (es). De 2005 à 2006, elle a travaillé comme chercheuse postdoctorale au Jet Propulsion Laboratory (JPL) associé au California Institute of Technology (Caltech).

## Carrière et recherche
Les recherches de Segura portent sur l'étude des atmosphères planétaires et la détection à distance de signes de vie. Elle collabore également à un projet multidisciplinaire sur la formation et les conditions du système solaire primitif. Elle a déterminé des sources possibles d'énergie pour la génération d'azote fixe sur la planète Mars primitive, en proposant la foudre volcanique comme nouvelle source.
Ses études sur les biosignatures des planètes habitables autour des naines rouges ont rouvert le débat sur l'habitabilité des planètes qui tournent autour de ce type d'étoiles, et ont été utilisées pour plaider en faveur de programmes d'observation astronomique pour mieux comprendre les processus qui génèrent l'activité chromosphérique des naines rouges. Quelques exemples sont : Habitable Zones and M Dwarf Activity Across Time (HAZMAT), le programme d'observations de Proxima Centauri avec le télescope MOST, le programme de détection et de caractérisation des planètes autour des naines rouges à l'aide d'échos de lumière, et le MUSCLES Treasury Survey.
Ses travaux de recherche ont été développés dans diverses institutions, telles que l'Institut des sciences nucléaires de l'UNAM, le Jet Propulsion Laboratory de la NASA, l'université d'État de Pennsylvanie et l'Institut d'astronomie de l'UNAM. En outre, elle est une communicatrice scientifique, a travaillé à l'agence de presse de l'Académie mexicaine des sciences (en), a écrit pour le magazine de l'UNAM ¿Cómo ves? (es) et a animé l'émission de radio hebdomadaire Hacia el Nuevo Milenio (Vers le nouveau millénaire) sur Radio Red AM. Elle donne fréquemment des conférences sur l'astrobiologie à des publics divers.
Antígona Segura a été embauchée par l'Institut des sciences nucléaires de l'UNAM en 2006. Actuellement, elle est la seule chercheuse travaillant au Département de physique des plasmas et d'interaction des rayonnements avec la matière.

## Activisme
Parallèlement à ses recherches scientifiques, Segura a travaillé pour les droits humains des femmes. Elle s’est concentrée sur des espaces académiques masculinisés, comme l’Institut des sciences nucléaires. En 2016, Segura était la seule candidate féminine en lice pour la direction de l'Institut des sciences nucléaires⁣ et la seule candidate à proposer des actions contre l'inégalité entre les sexes.
Antígona Segura a été sanctionnée par l'Université nationale autonome du Mexique en 2018, après avoir défendu une étudiante victime d'une agression sexuelle par un camarade.
En 2022, Antígona Segura a reçu la médaille Hermila Galindo « pour la promotion de l'égalité d'accès des femmes au marché du travail ». Deux cents personnes ont signé une pétition demandant que son plaidoyer en faveur des droits des femmes soit reconnu.

## Prix et reconnaissances
- La Hermila Galindo 2021 Medal[3]
- La mention honorable pour l'obtention du diplôme de docteur ès sciences dans le domaine de la physique spatiale, de l'UNAM[12]
- La Alfonso Caso Medal décernée aux meilleurs étudiants de troisième cycle, de l'UNAM[13]
- Est membre du comité de rédaction de la revue Astrobiology (journal) (en), durant 2010 à 2014[14]
- Est président de la Société mexicaine d'astrobiologie, de 2011 à 2013[2]
- Est membre de l'Union astronomique internationale, depuis 2015[15]
- A la reconnaissance Sor Juana Inés de la Cruz (en), de l'UNAM, en 2017[16]

## Publications

### Thèse
- (es) Antígona Segura Peralta, Fijación de nitrógeno por relámpagos volcánicos en el Marte primitivo, Université nationale autonome du Mexique (lire en ligne [archive du 31 mai 2019])

### Livres
- (es) Tiempo de elegir sin miedo, Memorias de una astrobióloga, Editorial Piedra Bezoar, 2016
- (en) Valeria Souza, Antígona Segura et Jamie S. Foster, Astrobiology and Cuatro Ciénegas Basin as an analog of early Earth, Springer, 2020 (ISBN 9783030460877)

### Articles sélectionnés
- (en) « Ozone concentrations and ultraviolet fluxes on Earth-like planets around other stars », Astrobiology,‎ 2003
- (en) « Biosignatures from Earth-like planets around M dwarfs », Astrophysics,‎ 2005
- (en) Antígona Segura et Rafael Navarro González, « Nitrogen fixation on early Mars by volcanic lightning and other sources », Geophysical Research Letters, vol. 32, no 5,‎ 2005, p. L05203 (ISSN 0094-8276, DOI 10.1029/2004gl021910, Bibcode 2005GeoRL..32.5203S, S2CID 129749016)
- (en) « A reappraisal of the habitability of planets around M dwarf stars », Astrobiology,‎ 2007
- (en) « M stars as targets for terrestrial exoplanet searches and biosignature detection », Astrobiology,‎ 2007